# Fimbriosthenelais laevis
Fimbriosthenelais laevis är en ringmaskart som först beskrevs av Johan Gustaf Hjalmar Kinberg 1858.  Fimbriosthenelais laevis ingår i släktet Fimbriosthenelais och familjen Sigalionidae. Inga underarter finns listade i Catalogue of Life.